# Бонаделл-Ранчос-Мадера-Ранчос (Каліфорнія)
Бонаделл-Ранчос-Мадера-Ранчос (англ. Bonadelle Ranchos-Madera Ranchos) — переписна місцевість (CDP) в США, в окрузі Мадера штату Каліфорнія. Населення — 8569 осіб (2010).

## Географія
Бонаделл-Ранчос-Мадера-Ранчос розташований за координатами 36°59′4″ пн. ш. 119°52′29″ зх. д. / 36.98444° пн. ш. 119.87472° зх. д. (36.984535, -119.874765).  За даними Бюро перепису населення США в 2010 році переписна місцевість мала площу 30,00 км², уся площа — суходіл.

## Демографія
Згідно з переписом 2010 року, у переписній місцевості мешкало 8569 осіб у 2804 домогосподарствах у складі 2393 родин. Густота населення становила 286 осіб/км².  Було 2937 помешкань (98/км²).
Расовий склад населення:
| - 82,1 % — білих - 2,4 % — азіатів - 1,4 % — корінних американців - 1,3 % — чорних або афроамериканців - 9,5 % — осіб інших рас |

До двох чи більше рас належало 3,3 %. Частка іспаномовних становила 26,9 % від усіх жителів.
За віковим діапазоном населення розподілялося таким чином: 24,8 % — особи молодші 18 років, 63,5 % — особи у віці 18—64 років, 11,7 % — особи у віці 65 років та старші. Медіана віку мешканця становила 41,5 року. На 100 осіб жіночої статі у переписній місцевості припадало 102,1 чоловіків;  на 100 жінок у віці від 18 років та старших — 100,4 чоловіків також старших 18 років.
Середній дохід на одне домашнє господарство  становив 85 918 доларів США (медіана — 72 398), а середній дохід на одну сім'ю — 90 696 доларів (медіана — 78 490). Медіана доходів становила 61 056 доларів для чоловіків та 51 370 доларів для жінок. За межею бідності перебувало 12,4 % осіб, у тому числі 12,0 % дітей у віці до 18 років та 8,4 % осіб у віці 65 років та старших.
Цивільне працевлаштоване населення становило 3804 особи. Основні галузі зайнятості: освіта, охорона здоров'я та соціальна допомога — 23,4 %, мистецтво, розваги та відпочинок — 10,1 %, роздрібна торгівля — 9,6 %, публічна адміністрація — 9,5 %.